# Ribera (Alava)
Pour les articles homonymes, voir Ribera.

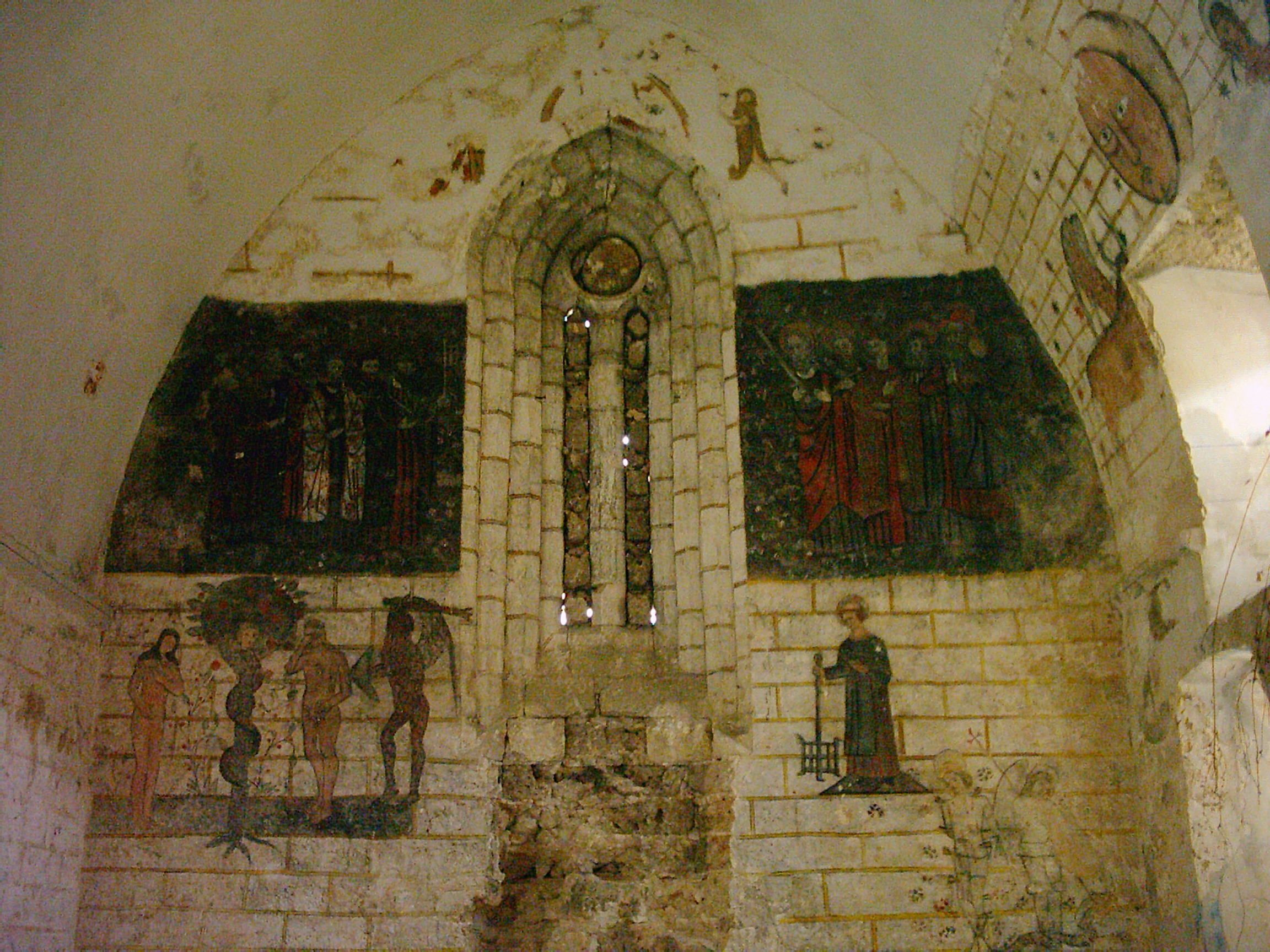
Peintures murales

Ribera est un hameau ou lieu-dit abandonné appartenant à la municipalité de Valdegovía dans la province d'Alava, située dans la Communauté autonome basque en Espagne.
Ce village abandonné, est situé à l'intérieur du Parc naturel de Valderejo. Il ne restait debout que l'église dont les murs intérieurs sont de l'art gothique. 

À l'intérieur de l'église, se trouve un retable plateresque dédiée à San Esteban. En ce moment, il est au Musée des Beaux-Arts d'Alava.